# Processo Rochow
O processo Rochow é um cojunto de reações químicas, partindo de um cloreto de alquila, como o  cloreto de metila, que em reação com o silício em presença de cobre como catalisador produz cloreto de alquil silicones, no caso cloreto de metil silicone:
2 CH3Cl + Si → (CH3)2SiCl2
Estes compostos, em reação com água, produzem polisilicones, no caso polimetilsilicone:
n (CH3)2SiCl2 + n H2O → n [(CH3)2SiO]n + n HCl
O processo nasceu, fundamentalmente, do trabalho iniciado em 1940, de  Eugene G. Rochow, químico estadunidense, que trabalhava para a Hotpoint Company, subsidiária da General Electric Company, por adaptação da síntese de triclorosilano
2 Si + 6 HCl  →  2 HSiCl3 + 2 H2
Combinado ao trabalho anterior de Alfred Stock, químico alemão, que afirmava que átomos de hidrogênio ligados ao silício eram apenas o primeiro membro ligado a uma série de alquilas, como: CH3-, C2H5-, etc.